# Nuove strade Anas (100-199)
Le strade che, attualmente, non fanno più parte dell'Anas ma che sono gestite da regioni, province o comuni sono contrassegnate dalla dicitura ex davanti al simbolo; c'è però da tenere presente che, per quasi tutte le strade, l'attuale competenza ANAS è ridotta rispetto alla lunghezza originale dell'arteria stessa: le strade che sono in parte gestite dall'ANAS e in parte da altri enti non sono contrassegnate dalla scritta ex.
| Numero | Denominazione                                | Lunghezza         | Capisaldi ufficiali di itinerario | Percorso |
| ------ | -------------------------------------------- | ----------------- | --- | -------- |
| ex     | Tangenziale Sud di Udine                     | 9,070 km          | Innesto su S.S. n. 56 presso Paparotti - Innesto su S.S. n. 13 presso Udine Classificata come SS 676                                                                     |          |
| ex     | ex SS 129 (di Bortigali)                     | 11,200 km         | Innesto su S.S. n. 129 presso Silanus - Innesto su S.S. n. 131 presso Briori Consegnata alla Provincia di Nuoro                                                          |          |
| ex     | ex SS 131 (Variante di Macomer)              | 6,300 km          | Innesto su S.S. n. 131 presso Borore - Innesto su S.S. n. 129 bis presso Macomer Consegnata alla Provincia di Nuoro                                                      |          |
| ex     | Tangenziale Sud di Bergamo                   | 2,900 km          | Innesto su S.S. n. 671 presso Treviolo - Innesto su S.P. n. 155 presso Bonate Sopra Consegnata alla Provincia di Bergamo                                                 |          |
| ex     | Variante Bivio Passovecchio-Gabella          | 5,516 km          | Innesto su S.S. n. 107 presso Crotone - Innesto su S.S. n. 106 presso Gabella Classificata come parte della SS 106                                                       |          |
|        | ex SS 16 (Variante Cerignola - Bari)         | 6,000 km          | Innesto su S.S. n. 16 presso il ponte sul fiume Ofanto - Barletta |          |
| ex     | di Gorizia                                   | 3,810 km          | Gorizia - Lucinico Consegnata alla regione Friuli-Venezia Giulia e classificata come SR 117 di Gorizia                                                                   |          |
|        | di Cividale                                  | 3,270 km          | Innesto su S.S. n. 356 presso Gagliano - Rotatoria su S.S. n. 54 presso Tre Pietre                                                                                       |          |
| ex     | ex SS 3 bis (Variante Ponte Pattoli-Promano) | 31,000 km         | Innesto su S.S. n. 3 bis presso Ponte Pattoli - Innesto su S.S. n. 3 bis presso Promano Consegnata alla regione Umbria                                                   |          |
|        | Tangenziale Est di Lodi                      | 4,350 km          | Innesto su S.S. n. 9 presso San Bernardo - Innesto su ex S.S. n. 235 presso Fontana Classificata come SS 9 dir                                                           |          |
|        | ex SS 50 bis (di Arsiè e Primolano)          | 9,609 km          | Innesto su S.S. n. 50 bis presso Arsiè - Innesto su S.S. n. 47 presso Primolano                                                                                          |          |
| ex     | Tangenziale di Orvieto                       | 1,100 km          | Innesto su S.P. n. 12 presso Orvieto - Innesto su S.S. n. 71 presso Orvieto Scalo Consegnata alla regione Umbria                                                         |          |
|        | di Villanova di Albenga                      | 6,986 km          | Innesto su S.S. n. 582 in Comune di Albenga - Innesto su S.P. n. 6 in località Villanova d'Albenga                                                                       |          |
| ex     | Variante Parolise-Montella                   | 20,230 km         | Innesto su S.S. n. 7 presso Parolise - Innesto su S.S. n. 7 presso Montella Classificata come parte della SS 7                                                           |          |
| ex     | di Nicosia                                   | 6,300 km          | Innesto su S.S. n. 117 al km 44+140 - Innesto su S.S. n. 120 al km 102+680 Classificata come SS 117 ter                                                                  |          |
|        | ex SS 517 Bussentina                         | 31,650 km         | Innesto su S.S. n. 517 presso Buonabitacolo - Innesto su S.S. n. 517 presso Torre Orsaia Precedentemente era così classificato il nuovo tratto della SS 517 di 23,700 km |          |
| ex     | Circonvallazione di Palermo                  | 11,390 km         | Innesto su A29 racc bis presso Palermo - Innesto su A19 presso Palermo Consegnata al comune di Palermo                                                                   |          |
| ex     | di Calabritto                                | 19,250 km         | Innesto su S.S. n. 91 presso Contursi Terme - Innesto su S.S. n. 91 presso Calabritto Classificata come parte della SS 691                                               |          |
|        | di Ittiri                                    | 2,985 km          | Innesto su S.P. n. 28 "Usini-Ittiri-Romana" - Innesto su S.S. n. 131 bis presso Ittiri                                                                                   |          |
| ex     | ex SS 291 (di Bancali)                       | 12,960 km         | Innesto su S.S. n. 291 presso Sassari - Innesto su S.S. n. 291 presso Tottubella Consegnata alla Provincia di Sassari                                                    |          |
| ex     | di Gazzada                                   | 4,500 km          | Innesto sull'Autostrada Milano-Varese - Varese Classificata come SS 707                                                                                                  |          |
| ex     | ex SS 3 (di Foligno)                         | 3,500 km          | Foligno - Innesto su S.S. n. 77 presso Foligno Consegnata al comune di Foligno                                                                                           |          |
| ex     | Piandipan-Sequals                            | 26,664 km         | Innesto con la S.S. n. 13 presso Piandipan - Sequals Consegnata alla regione Friuli-Venezia Giulia e classificata come SR 177                                            |          |
| ex     | ex SS 231 (di Fossano)                       | 1,270 km 0,980 km | 1° tronco: innesto su S.S. n. 231 a nord di Fossano - Fossano 2° tronco: Fossano - innesto su S.S. n. 231 a sud di Fossano Consegnata al comune di Fossano               |          |
| ex     | di Medio Savuto (Asta di Raccordo)           | 3,049 km          | Innesto svincolo di Altilia-Grimaldi dell'autostrada A3 SA-RC - Innesto su S.P. Altilia Classificata come SS 616 dir                                                     |          |
| ex     | di Roe Volciano                              | 9,950 km          | Innesto su S.S. n. 45 bis presso Villanuova sul Clisi - Innesto su ex S.S. n. 237 presso Vobarno Consegnata alla Provincia di Brescia                                    |          |